# Generel havcirkulationsmodel
Generelle havcirkulationsmodeller, også kendt som OGCM'er eller Ocean general circulation models er en særlig type generel cirkulationsmodel (GCM), der anvendes til at beskrive fysiske og termodynamiske processer i havene. Disse modellerer havene ved brug af et tredimensionelt gitter, der inkluderer aktiv termodynamik og derfor for det meste er direkte anvendelige i klimamodeller. De er blandt de mest avancerede værktøjer, der anvendes til at simulere verdenshavenes reaktion på øgede drivhusgaskoncentrationer.